# Giovanni Maurizio De Andreis
Giovanni Maurizio De Andreis (Demonte, 9 gennaio 1808 – Torino, 12 ottobre 1877) è stato un politico italiano.

## Biografia
Fu Deputato del Regno di Sardegna in due legislature, e Deputato del Regno d'Italia in una.